# 秃序海桐
秃序海桐（学名：Pittosporum tobira var. calvescens）为海桐花科海桐花属下的一个变种。

## 扩展阅读
- 維基物種上的相關：秃序海桐